# ای‌آراواس موزه هنر آرهوس
ای‌آراواس موزه هنر آرهوس (به دانمارکی: ARoS Aarhus Kunstmuseum)، یک موزهٔ هنری در آرهوس، دانمارک است. این موزه در سال ۱۸۵۹ میلادی تأسیس شد و قدیمی‌ترین موزهٔ هنر عمومی در دانمارک خارج از کپنهاگ است. در ۷ آوریل ۲۰۰۴ میلادی، ای‌آراواس موزه هنر آرهوس با نمایشگاه‌هایی در یک ساختمان جدید کاملاً مدرن، در ۱۰ طبقۀ بلند با مساحت کل ۲۰٬۷۰۰ متر مربع و توسط معماران دانمارکی اشمیت همر لاسن، افتتاح شد. امروزه، ای‌آراواس یکی از بزرگترین موزه‌های هنر در شمال اروپا با مجموع ۹۸۰٬۹۰۹ بازدیدکننده در سال ۲۰۱۷ میلادی است.
به غیر از گالری‌های بزرگ با نمایشگاه‌های دائمی و متغیر، ساختمان ای‌آراواس دارای یک فروشگاه هنری، یک کافۀ غذاخوری و یک رستوران است. چشم‌انداز معماری موزه در سال ۲۰۱۱ میلادی با اضافه شدن اسکای‌واک مدورِ پانورامای رنگین‌کمان شما توسط الافور الیاسون، تکمیل شد. این نصب به افزایش بازدید موزه کمک کرده‌ است و آن را به دومین موزۀ پربازدید دانمارک تبدیل کرده‌ است، درست پس از موزۀ معروف لوئیزیانا در هوملبک.